# 泥错
泥错是一个位于中国四川省色达县的湖泊，面积约为10平方千米。